# Lista de governantes do Al-Andalus
Lista de governantes do Al-Andalus entre 713 e 1009, ano em que estala a anarquia que conduz ao desaparecimento do Califado de Córdova em 1031. 

## Emires Omíadas
Com a queda dos Omíadas em Damasco e a ascensão dos Abássidas (750), um príncipe omíada escapa ao massacre da sua família e refugia-se na Península Ibérica, onde apoiado por funcionários locais funda um emirado.
- Abderramão I (756-788)
- Hixame I (788-796)
- Aláqueme I (797-822)
- Abderramão II (822-852)
- Maomé I (852-886)
- Almondir (886-888)
- Abedalá (888-912)
- Abderramão III Nácer (912-919)

## Califas Omíadas
Em 928 Abderramão III toma o título de Nácer ("vencedor pela religião de Alá"), rompendo definitivamente com o Califado Abássida no plano político e religioso.
- Abderramão III Nácer (califa a partir de 928)
- Aláqueme II Almostancir (r. 961–976)
- Hixame II Almuaiade (r. 976–1009)
- Governo de Almançor (r. 981–1002)
- Abedal Maleque Almuzafar (r. 1002–1008)
- Abderramão Sanchuelo (r. 1008–1009)

## Referência
- História de Portugal: volume III - Portugal Medieval, dir. de João Medina. Amadora: Ediclube, s.d.